# Fernando I do Sacro Império Romano-Germânico
Fernando I (10 de março de 1503 – 25 de julho de 1564) foi Sacro Imperador Romano de 1556, rei da Boêmia e Hungria a partir de 1526 e rei da Croácia de 1527 até sua morte em 1564. Antes de sua adesão, ele governou as terras hereditárias austríacas dos Habsburgos em nome de seu irmão mais velho, Carlos V. Além disso, ele muitas vezes atuou como o representante de Carlos na Alemanha e desenvolveu relacionamentos encorajadores com os príncipes alemães.
Os principais eventos durante seu reinado foram as disputas com o Império Otomano, que na década de 1520 iniciou um grande avanço na Europa Central, e a Reforma Protestante, que resultou em várias guerras religiosas. Fernando foi capaz de defender seu reino e torná-lo um pouco mais coeso, mas não conseguiu conquistar a maior parte da Hungria. Sua abordagem flexível aos problemas imperiais, principalmente religiosos, finalmente trouxe mais resultado do que a atitude mais conflituosa de seu irmão.
O lema de Fernando era Fiat iustitia, et pereat mundus: "Que a justiça seja feita, embora o mundo pereça".

## Biografia

### Visão geral

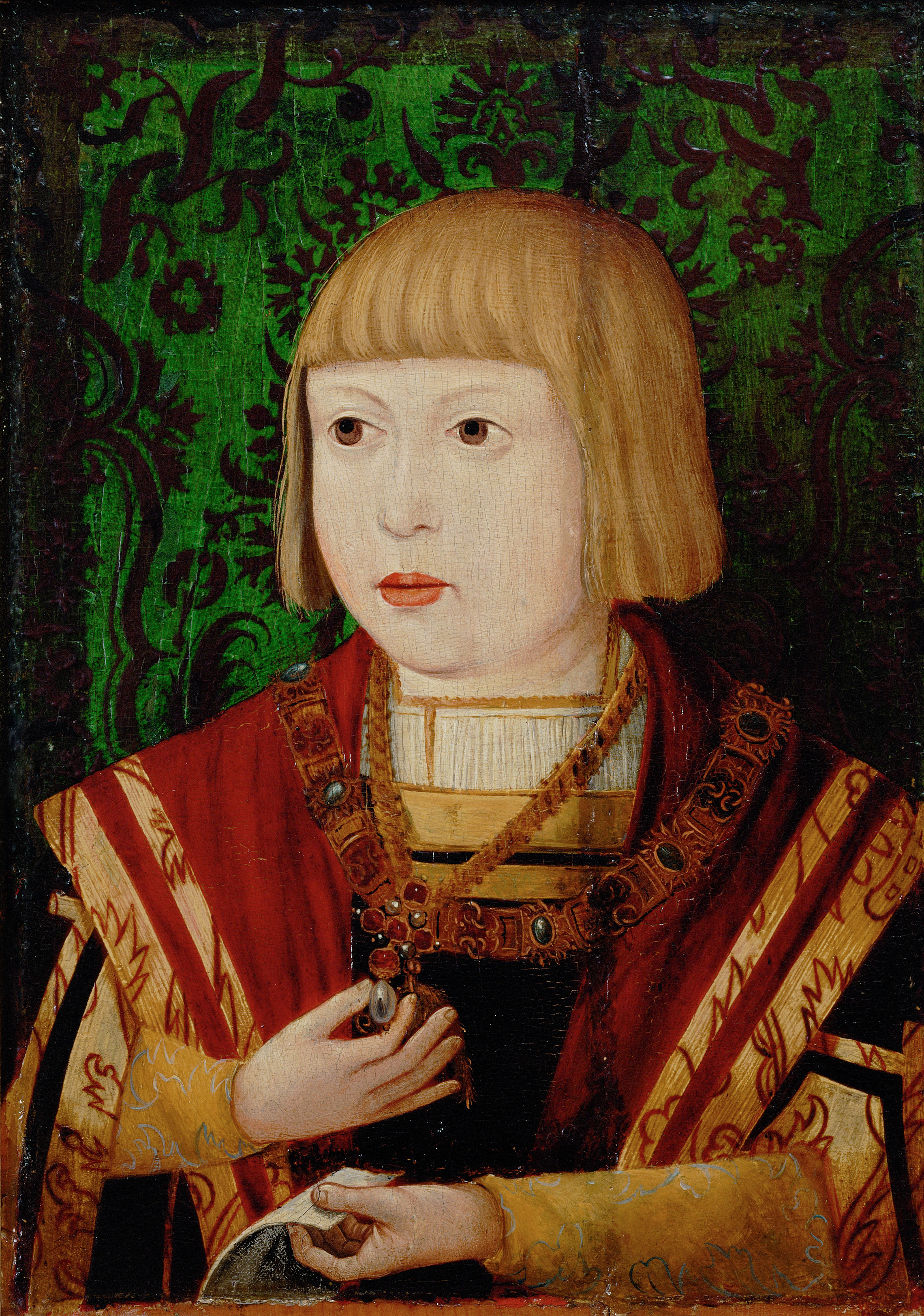
O jovem Fernando

Fernando nasceu em Alcalá de Henares, na Espanha, sendo o segundo filho da rainha Joana I de Castela da Casa de Trastámara (que por sua vez era filha dos monarcas católicos Isabel I de Castela e Fernando de Aragão) e do arquiduque Filipe, o Belo, que era herdeiro de Maximiliano I, Sacro Imperador Romano. Fernando compartilhou seus costumes, cultura, nome e até seu aniversário com seu avô materno Fernando II de Aragão. Ele nasceu, cresceu e estudou na Espanha, e não aprendeu alemão quando jovem.
No verão de 1518, Fernando foi enviado para a Flandres após a chegada de seu irmão Carlos na Espanha como recém-nomeado rei Carlos I no outono anterior. Fernando retornou no comando da frota de seu irmão, mas no caminho foi desviado do rumo e passou quatro dias em Kinsale, na Irlanda, antes de chegar ao seu destino. Com a morte de seu avô Maximiliano I e a ascensão aos 19 anos, de seu irmão Carlos V, ao título de Sacro Imperador Romano em 1519, Fernando foi encarregado do governo das terras hereditárias austríacas, aproximadamente a Áustria moderna e Eslovênia. Foi Arquiduque da Áustria de 1521 a 1564. Embora apoiasse seu irmão, Fernando também conseguiu fortalecer seu próprio reino. Ao adotar a língua e a cultura alemãs no final de sua vida, ele também se aproximou dos príncipes territoriais alemães.
Após a morte de seu cunhado Luís II, Fernando governou como rei da Boêmia e Hungria (1526-1564). Ele também serviu como vice de seu irmão no Sacro Império Romano durante as muitas ausências de seu irmão, e em 1531 foi eleito rei dos romanos, tornando-o herdeiro designado por Carlos no império. Carlos abdicou em 1556 e Fernando adotou o título "Imperador eleito", com a ratificação da dieta imperial ocorrendo em 1558, enquanto o Império Espanhol, Nápoles, Sicília, Milão, Holanda, e o Franco-Condado foram para Filipe, filho de Carlos e seu sobrinho.

## Reinado

### Hungria e os Otomanos
Ver também: Pequena Guerra na Hungria

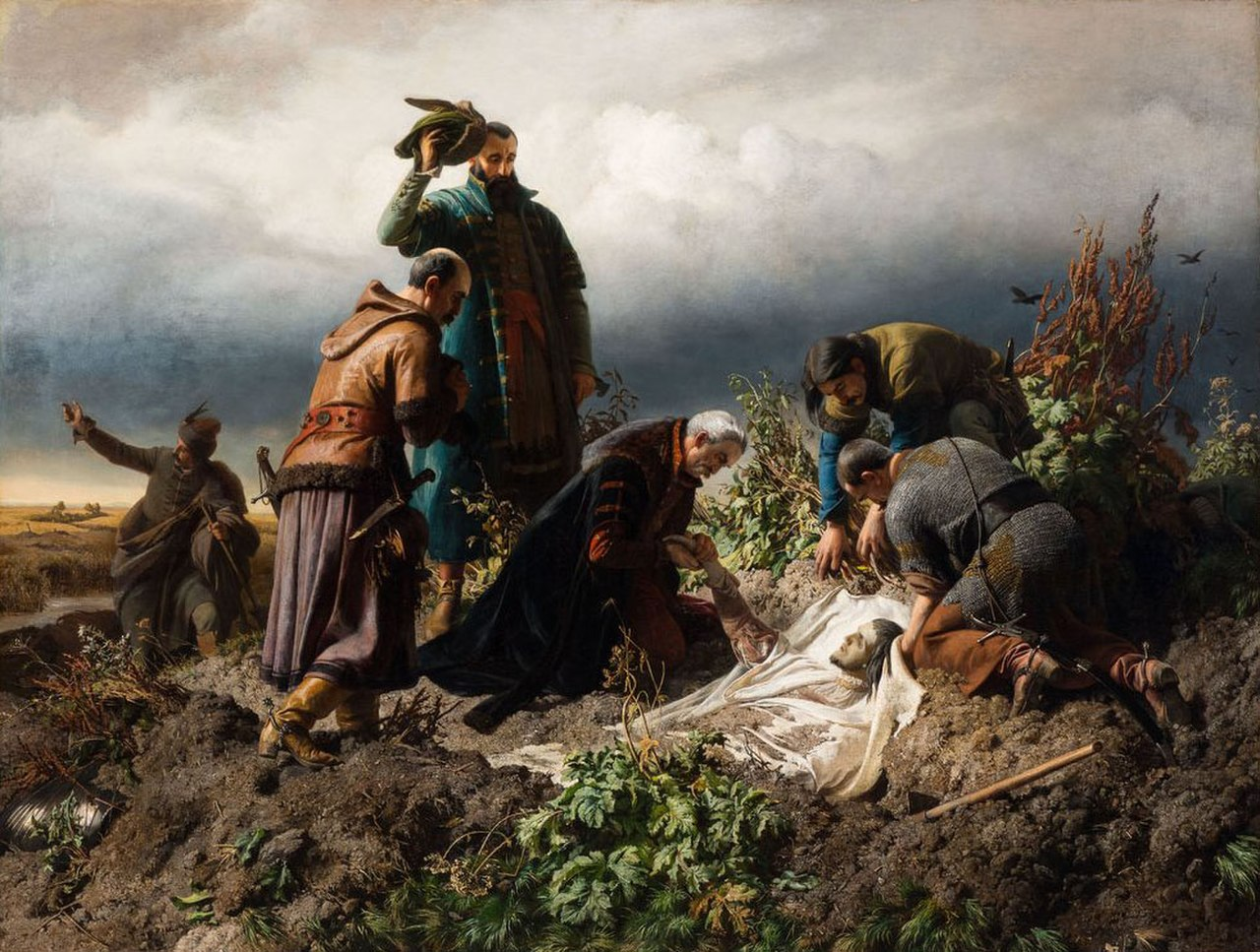
O descobrimento do corpo de Luís II, por Bertalan Székely. A morte do rei húngaro na batalha de Mohács, em 1526 e a ocupação do Reino da Hungria pelo Império Otomano deram início as guerras otomano-habsburgas

De acordo com os termos estabelecidos no Primeiro Congresso de Viena em 1515, Fernando casou-se com Ana Jagelão, filha do rei Vladislau II da Boêmia e Hungria em 22 de julho de 1515. Tanto a Hungria quanto a Boêmia eram monarquias eletivas, onde os parlamentos tinham o direito soberano de decidir sobre a pessoa do rei. Portanto, após a morte de seu cunhado Luís II, na batalha de Mohács em 29 de agosto de 1526, Fernando imediatamente solicitou aos parlamentos da Hungria e da Boêmia que aceitassem sua participação como candidato na eleição de um novo rei. Em 24 de outubro de 1526, a Dieta Boêmia, atuando sob a influência do chanceler Adão de Hradce, elegeu Fernando Rei da Boêmia sob as condições de respeitar os privilégios tradicionais do reino boêmio e também de mudar a corte dos Habsburgo para Praga. O sucesso foi apenas parcial, pois a Dieta se recusou a reconhecer Fernando como senhor hereditário do Reino.
O trono da Hungria tornou-se objeto de uma disputa dinástica entre Fernando e João Zápolya, Voivoda da Transilvânia. Eles foram apoiados por diferentes facções da nobreza no reino húngaro. Fernando por sua vez teve o apoio de seu irmão, o imperador Carlos V.
Em 10 de novembro de 1526, João Zápolya foi proclamado rei por uma Dieta em Székesfehérvár, cujos membros eram em sua maioria pertencentes a nobreza menor e sem título.
Nicolaus Olahus, secretário de Luís, uniu-se ao partido de Fernando, mas manteve sua posição com sua irmã, a rainha viúva Maria. Fernando foi apoiado e eleito pela aristocracia mais alta (os magnatas ou barões) e pelo clero católico húngaro numa Dieta em Pozsony, em 17 de dezembro de 1526. Ele foi coroado rei da Hungria na Basílica de Alba Régia em 3 de novembro de 1527.
Os nobres croatas aceitaram por unanimidade a eleição de Fernando I de Pozsony, recebendo-o como rei e confirmando a sucessão a ele e a seus herdeiros. Em troca do trono, o arquiduque Fernando prometeu respeitar os direitos históricos, liberdades, leis e costumes dos croatas quando se uniram ao reino húngaro e defender a Croácia da invasão otomana.
As terras austríacas estavam em péssimas condições econômicas e financeiras, portanto Fernando introduziu desesperadamente o chamado imposto turco (Türken Steuer). Apesar dos enormes sacrifícios austríacos, ele não foi capaz de coletar dinheiro suficiente para pagar as despesas dos custos de defesa das terras austríacas. Suas receitas anuais apenas lhe permitiram contratar 5 000 mercenários por dois meses, tendo portanto que pedir ajuda ao irmão, o imperador Carlos V, além começar a pedir dinheiro emprestado a banqueiros ricos como os da família Fugger.
Fernando derrotou Zápolya na Batalha de Tarcal em setembro de 1527 e novamente na Batalha de Szina em março de 1528. Zápolya fugiu do país e pediu apoio ao sultão Solimão, o Magnífico, fazendo da Hungria um estado vassalo otomano.
Isso levou ao momento mais perigoso da carreira de Fernando, em 1529, quando Solimão aproveitou esse apoio húngaro para um ataque maciço, mas sem sucesso, à capital austríaca, começando assim o cerco de Viena, que enviou Fernando para o refúgio na Boêmia. Outra invasão otomana foi repelida em 1532. Nesse ano, Fernando fez as pazes com os otomanos, dividindo a Hungria em um setor de Habsburgo no oeste e o domínio de John Zápolya no leste, este último efetivamente um estado vassalo do Império Otomano.
Juntamente com a formação da Liga de Esmalcalda em 1531, essa luta com os otomanos levou Fernando a conceder a paz religiosa de Nuremberga. Enquanto esperava uma resposta favorável de suas propostas de paz humilhantes a Solimão, Fernando não estava inclinado a conceder a paz que os protestantes exigiam na Dieta de Regensburg, que se reuniu em abril de 1532. Porém, à medida que o exército do sultão otomano se aproximava, ele cedeu e, em 23 de julho de 1532, a paz foi concluída em Nuremberga, onde as deliberações finais ocorreram. Aqueles que até então ingressaram na Reforma obtiveram liberdade religiosa.

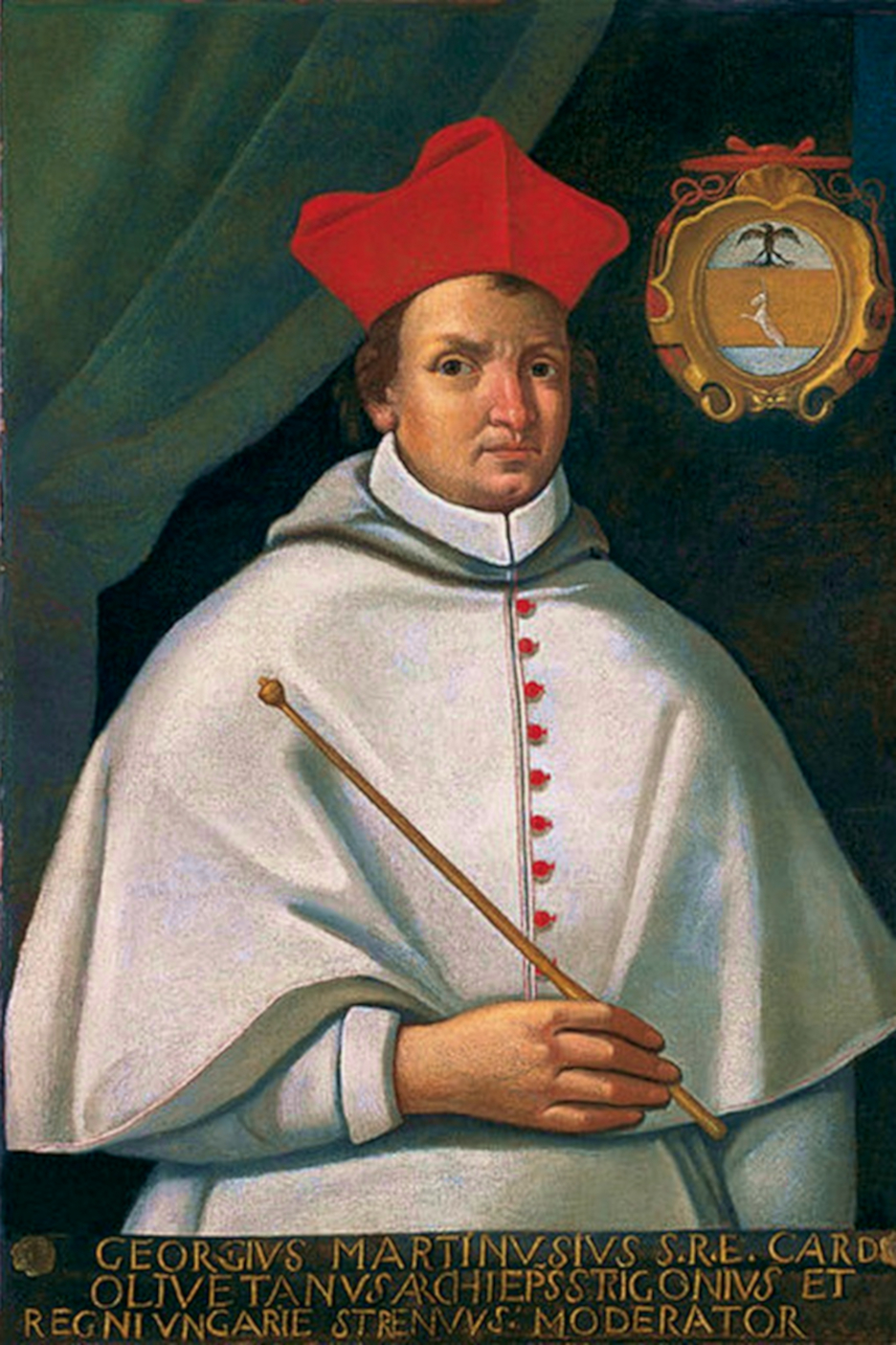
Jorge Martinuzzi

Em 1538, no Tratado de Nagyvárad, Fernando induziu Zápolya a nomeá-lo como seu sucessor, já que este não tinha filhos. Mas em 1540, pouco antes de sua morte, Zápolya teve um filho, João II Sigismundo, que foi prontamente eleito rei pela Dieta. Fernando invadiu a Hungria, mas o regente, Jorge Martinuzzi, pediu proteção aos otomanos. Solimão marchou para a Hungria e não apenas expulsou Fernando da Hungria central, como também o forçou a concordar em prestar homenagem por suas terras no oeste da Hungria.
João II também foi apoiado pelo rei Sigismundo I da Polônia, pai de sua mãe, mas em 1543 Sigismundo fez um tratado com os Habsburgos e a Polônia se tornou neutra. Posteriormente o príncipe polaco Sigismundo Augusto casou-se com Isabel da Áustria, filha de Fernando.
Solimão deu a Transilvânia e a Hungria Oriental a João II Sigismundo, que se tornou o "Reino Húngaro Oriental", reinado por sua mãe, Isabel Jagelão, embora o poder estivesse nas mãos de Martinuzzi. Porém as intrigas e ameaças hostis de Isabel dos otomanos levaram Martinuzzi a mudar de lado. Em 1549, ele concordou em apoiar a reivindicação de Fernando, e os exércitos imperiais marcharam para a Transilvânia. No Tratado de Weissenburg (1551), Isabel concordou em nome de João II Sigismundo em abdicar como rei da Hungria e em entregar a coroa real e os acessórios. Assim, a Hungria Real e a Transilvânia foram para Fernando, que concordou em reconhecer João II Sigismundo como príncipe vassalo da Transilvânia e o noivo de uma de suas filhas. Enquanto isso, Martinuzzi tentou manter os otomanos felizes, mesmo depois de responderem enviando tropas. O general de Fernando, Castaldo, suspeitava de Martinuzzi por traição e com a aprovação do arquiduque o matou.
Como Martinuzzi já era arcebispo e cardeal, esse foi um ato chocante, e o papa Júlio III excomungou Castaldo e Fernando. O arquiduque enviou ao papa uma longa acusação de traição contra Martinuzzi em 87 artigos, apoiada por 116 testemunhas. O papa exonerou Fernando e suspendeu as excomunhões em 1555.
A guerra na Hungria continuou. E Fernando não conseguiu manter os otomanos fora da Hungria. Em 1554, ele enviou Ogier Ghiselin de Busbecq a Constantinopla para discutir um tratado de fronteira com Solimão, mas ele não conseguiu nada. Em 1556, a Dieta devolveu a João II Sigismundo o trono húngaro oriental, que permaneceu com ele até 1570. Busbecq retornou a Constantinopla em 1556 e conseguiu em sua segunda tentativa.
O ramo austríaco dos monarcas dos Habsburgos precisava do poder econômico da Hungria para as guerras otomanas. Durante as guerras otomanas, o território do antigo Reino da Hungria encolheu cerca de 70%. Apesar dessas enormes perdas territoriais e demográficas, a Hungria menor e fortemente devastada pela guerra permaneceu economicamente mais importante que a Áustria ou o Reino da Boêmia, mesmo no final do século XVI. De todos os seus países, o empobrecido Reino da Hungria era, na época, a maior fonte de receita de Fernando.

### Boêmia
Quando ele assumiu o controle das terras boêmias na década de 1520, a situação religiosa deles era complexa. Sua população alemã era composta de católicos e luteranos. Alguns tchecos foram receptivos ao luteranismo, mas a maioria deles aderiu ao hussitismo utraquista, enquanto uma minoria deles permanecia fiel ao catolicismo romano. Um número significativo de utraquistas favoreceu uma aliança com os protestantes. A princípio, Fernando aceitou essa situação e deu considerável liberdade às terras boêmias. Na década de 1540, a situação mudou. Na Alemanha, enquanto a maioria dos príncipes protestantes até então favoreceu as negociações com o imperador e, embora muitos tenham o apoiado em suas guerras, eles se tornaram cada vez mais confrontadores durante essa década. Alguns deles até entraram em guerra contra o Império, e muitos protestantes ou utraquistas boêmios (alemães ou tchecos) simpatizavam com eles.
Fernando e seu filho Maximiliano participaram da campanha vitoriosa de Carlos V contra os protestantes alemães em 1547. No mesmo ano, ele também derrotou uma revolta protestante na Boêmia, onde a grande parte da nobreza lhe negaram apoio na campanha alemã. Isso lhe permitiu aumentar seu poder neste reino. Ele centralizou sua administração, revogou muitos privilégios urbanos e confiscou algumas propriedades. Fernando também procurou fortalecer a posição da igreja católica nas terras da Boêmia e favoreceu a instalação dos jesuítas lá.

### Paz de Augsburgo
Na década de 1550, Fernando conseguiu algumas vitórias importantes no cenário imperial. Após décadas de agitação religiosa e política nos estados alemães, Carlos V ordenou uma dieta geral em Augsburgo, na qual os vários estados discutiam o problema religioso e sua solução. O próprio Carlos não compareceu e delegou autoridade a seu irmão Fernando para "agir e resolver" disputas de território, religião e poder local. Na conferência, aberta em 5 de fevereiro, Fernando persuadiu e convenceu os vários representantes a concordar com três princípios importantes promulgados em 25 de setembro:
1. O princípio de cuius regio, eius religio ("Cujo reino, sua religião") previa a unidade religiosa interna dentro de um estado: a religião do príncipe tornou-se a religião do estado e de todos os seus habitantes. Aqueles habitantes que não podiam se conformar à religião do príncipe foram autorizados a partir, uma ideia inovadora no século XVI. Esse princípio foi discutido longamente pelos vários delegados, que finalmente chegaram a um acordo sobre as especificidades de sua redação após examinar o problema e a solução proposta de todos os ângulos possíveis;
2. O segundo princípio, chamado reservatum ecclesiasticum (reserva eclesiástica), abrangia o status especial do estado eclesiástico. Se o prelado de um estado eclesiástico mudou sua religião, os homens e mulheres que moravam naquele estado não precisavam fazê-lo. Em vez disso, esperava-se que o prelado renunciasse ao cargo, embora isso não tenha sido explicitado no acordo;
3. O terceiro princípio, conhecido como Declaratio Ferdinandei (Declaração de Fernando), isentava cavaleiros e algumas das cidades da exigência de uniformidade religiosa, se a religião reformada fosse praticada ali desde meados da década de 1520, permitindo algumas cidades e vilas mistas onde católicos e luteranos moravam juntos. Também protegia a autoridade das famílias principescas, dos cavaleiros e de algumas cidades para determinar o que significava uniformidade religiosa em seus territórios. Fernando inseriu isso no último minuto, por sua própria autoridade.[20]

#### Os problemas da paz

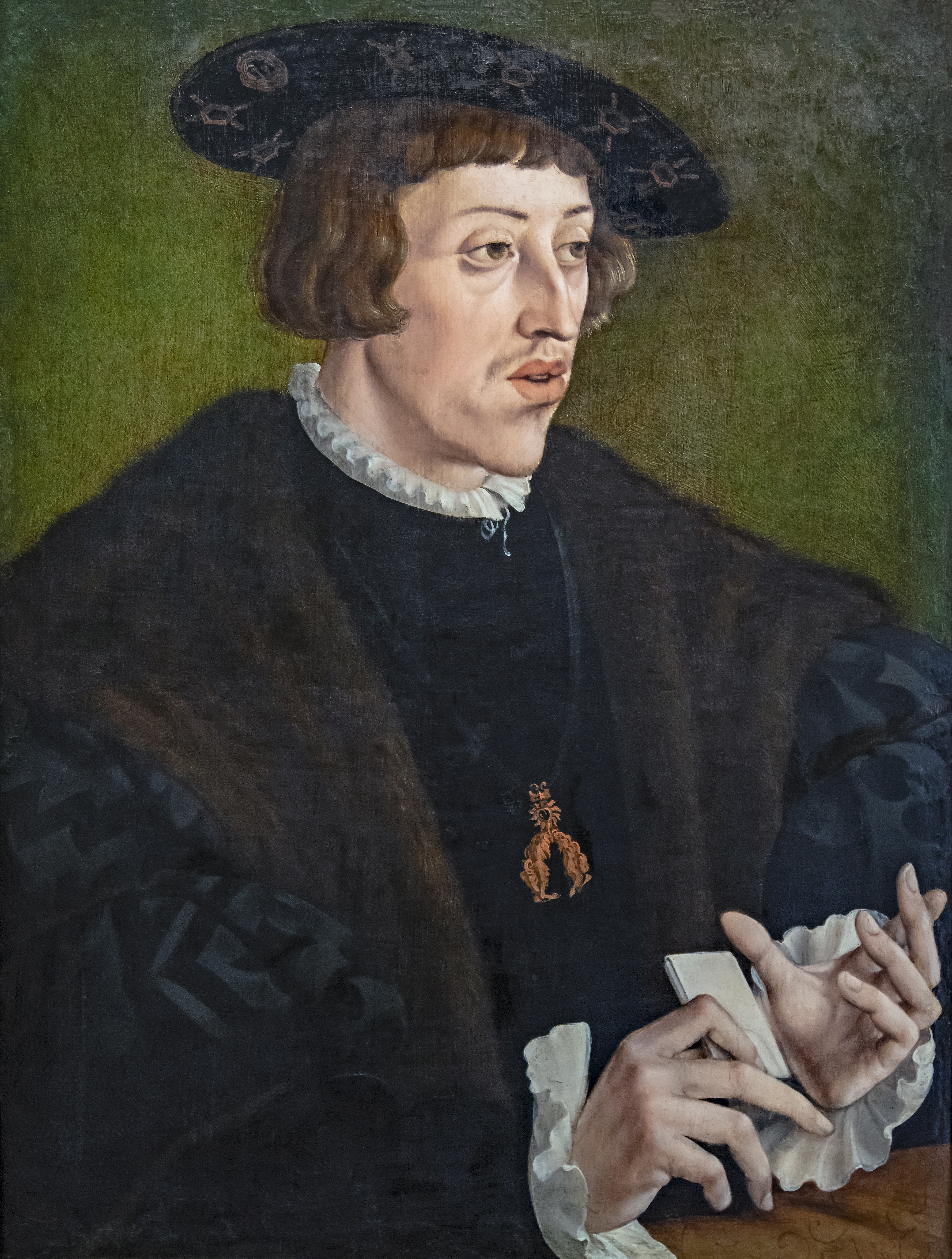
Fernando em 1531, no ano de sua eleição como rei dos romanos

Depois de 1555, a Paz de Augsburgo tornou-se o documento legal legitimador que governava a coexistência das crenças luterana e católica nas terras alemãs do Sacro Império Romano, e serviu para melhorar muitas das tensões entre os seguidores da "Velha Fé"(Catolicismo) e os seguidores de Lutero, porém essa paz tinha duas falhas fundamentais. Primeiro, Fernando publicou o artigo sobre reservatum ecclesiasticum através do debate; não havia sido submetido a votação e discussão como tinha sido o caso do princípio de cuius regio, eius religio. Consequentemente, sua promulgação não abrangeu todos, ou mesmo a maioria dos possíveis cenários legais. A Declaratio Ferdinandei não foi debatido em plenário; usando sua autoridade para "agir e resolver", Fernando havia acrescentado no último minuto, respondendo ao lobby de famílias e cavaleiros principescos.
Embora essas falhas específicas tenham voltado a assombrar o Império nas décadas subsequentes, talvez a maior fraqueza da Paz de Augsburgo tenha sido a falta de levar em conta a crescente diversidade de expressões religiosas emergentes nas chamadas tradições evangélicas e reformadas. Outras confissões adquiriram legitimidade popular nas décadas intermediárias e, em 1555, as reformas propostas por Lutero não eram mais as únicas possibilidades de expressão religiosa: anabatistas, como Menno Simons (1492-1559) e seus seguidores; os seguidores de João Calvino, que eram particularmente fortes no sudoeste e no noroeste; e os seguidores de Ulrico Zuínglio foram excluídos das considerações e proteções sob a Paz de Augsburgo. Conforme o acordo de Augsburgo, suas crenças religiosas permaneceram heréticas.

### Abdicação de Carlos V
Em 1556, em meio a grande pompa, e apoiado no ombro de um dos seus favoritos (Guilherme, conde de Nassau e Orange), Carlos abdicou de suas terras e suas atribuições. O império espanhol, que incluía Espanha, Holanda, Nápoles, Milão e as posses da espanholas nas Américas, foi para seu filho, Filipe . Fernando tornou-se monarca suo jure na Áustria e sucedeu Carlos como Sacro Imperador Romano. Esse curso de eventos já estava garantido em 5 de janeiro de 1531, quando Fernando foi eleito o rei dos romanos e, portanto, o legítimo sucessor do imperador reinante.
As escolhas de Carlos eram apropriadas. Filipe era culturalmente espanhol: nasceu em Valladolid e foi criado na corte espanhola, sua língua nativa era o espanhol e preferia morar na Espanha. Fernando estava familiarizado com os outros príncipes do Sacro Império Romano e com ele. Embora ele também tivesse nascido na Espanha, ele administrava os negócios de seu irmão no Império desde 1531. Alguns historiadores afirmam que Fernando também havia sido tocado pelas filosofias reformadas e provavelmente foi o mais próximo que o Sacro Império Romano chegou de um imperador protestante; ele permaneceu nominalmente católico por toda a vida, embora tenha recusado os últimos ritos no leito de morte. Outros historiadores afirmam que ele era tão católico quanto seu irmão, mas tendia a ver a religião como fora da esfera política.
A abdicação de Carlos teve consequências de longo alcance nas relações diplomáticas imperiais com a França e a Holanda, particularmente em sua atribuição do reino espanhol a Filipe. Na França, os reis e seus ministros ficaram cada vez mais inquietos com o cerco dos Habsburgos e buscaram aliados contra a hegemonia dos Habsburgos entre os territórios alemães fronteiriços e até mesmo entre alguns dos reis protestantes. Na Holanda, a ascensão de Filipe na Espanha levantou problemas particulares; por uma questão de harmonia, ordem e prosperidade, Carlos não havia repreendido a Reforma e tolerado um alto nível de autonomia local. Um príncipe ardente católico e rigidamente autocrático, Filipe adotou uma política política econômica e religiosa agressiva para com os holandeses, resultando em uma rebelião holandesa logo depois que ele se tornou rei. A resposta militante de Filipe significou a ocupação de grande parte das províncias superiores por tropas espanholas e o constante fluxo e refluxo de homens espanhóis e provisões pela chamada estrada espanhola do norte da Itália, através das terras da Borgonha, para e da Flandres.

## Imperador Romano-Germânico
Carlos abdicou como imperador em agosto de 1556 em favor de seu irmão, Fernando. Devido ao longo debate e procedimento burocrático, a Dieta Imperial não aceitou a sucessão imperial até 3 de maio de 1558. O papa se recusou a reconhecer Fernando como imperador até 1559, quando a paz foi alcançada entre a França e os Habsburgos. Durante o seu Império, o Concílio de Trento chegou ao fim. Fernando organizou uma eleição imperial em 1562, a fim de garantir a sucessão de seu filho Maximiliano. Os embaixadores venezianos na corte de Fernando recordam de seu pragmatismo e de sua capacidade de falar vários idiomas. Várias questões do Concílio de Trento foram resolvidas após um acordo pessoal entre o imperador e Morone, um legado papal. 

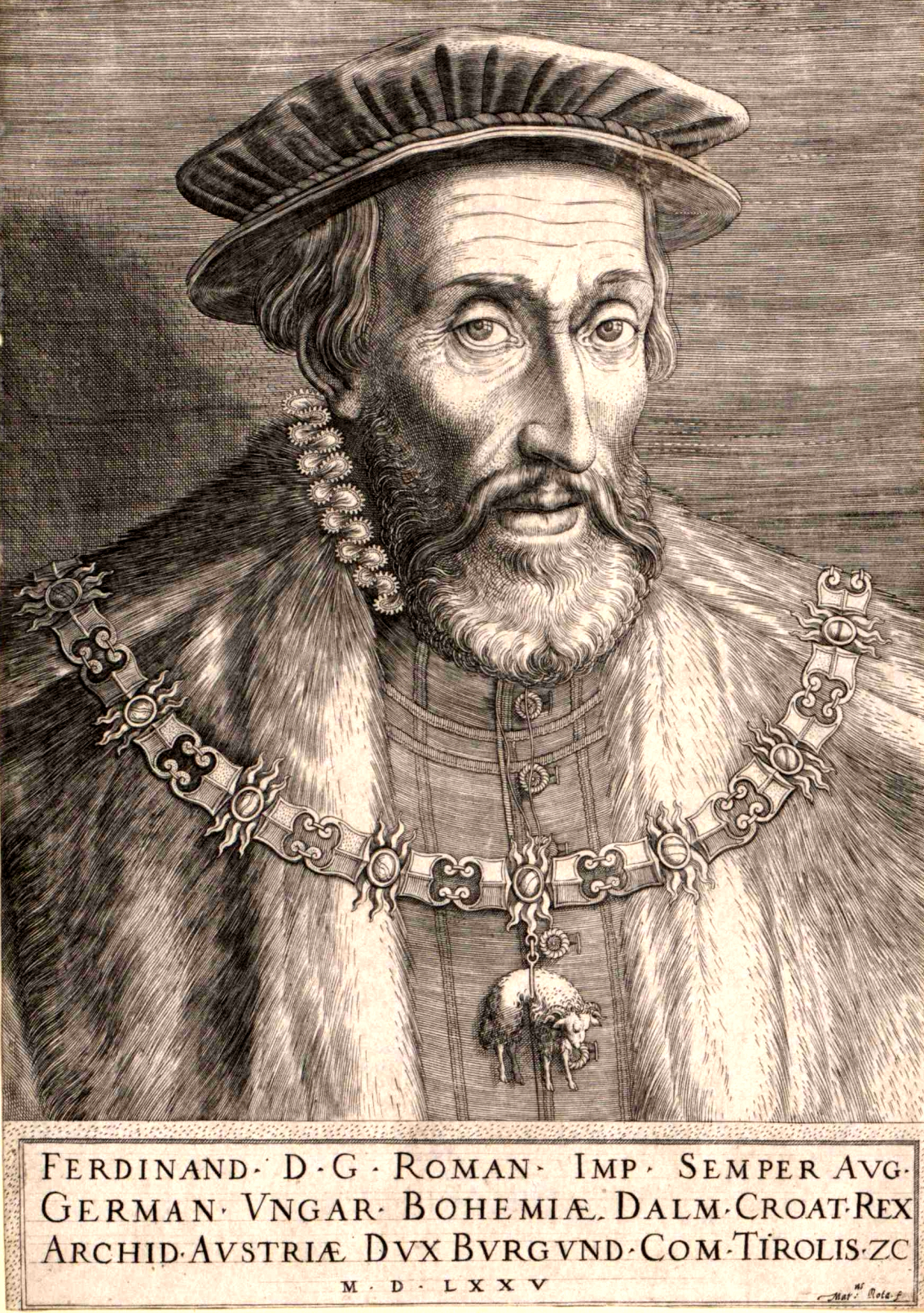
Gravura póstuma de Fernando por Martino Rota, 1575

### Governo
Como governante da Áustria, Boêmia e Hungria, Fernando adotou uma política de centralização e, em comum com outros monarcas da época, começou a construção de uma monarquia absoluta. Em 1527, logo após ascender ao trono, ele publicou uma constituição para seus domínios hereditários (Hofstaatsordnung) e instituiu instituições de estilo austríaco em Pressburg, na Hungria, em Praga, na Boêmia, e em Breslau, na Silésia. A oposição dos nobres desses reinos o forçou a conceder a independência dessas instituições da supervisão do governo austríaco em Viena em 1559.
Após a invasão otomana da Hungria, a tradicional cidade de coroação húngara, Székesfehérvár ficou sob ocupação turca. Assim, em 1536, a Dieta Húngara decidiu que um novo local para coroação do rei, bem como um local de reunião para a própria Dieta, seria estabelecido em Bratislava. Fernando propôs que as dietas húngara e boêmia convocassem e realizassem debates junto às propriedades austríacas, mas todas as partes recusaram tal inovação.
Em 1547, parte da nobreza boêmia se rebelou contra Fernando depois que ele ordenou que o exército boêmio se movesse contra os protestantes alemães. Depois de reprimir a revolta, ele retaliou limitando os privilégios das cidades boêmias e inserindo uma nova burocracia de oficiais reais para controlar as autoridades urbanas. Fernando era um defensor da Contra-Reforma e ajudou a liderar a resposta católica contra o que via como a maré herética do protestantismo. Por exemplo, em 1551 ele convidou os jesuítas para Viena e em 1556 para Praga. Finalmente, em 1561, Fernando reviveu a Arquidiocese de Praga, que havia sido liquidada anteriormente devido ao sucesso dos protestantes.
Fernando morreu em Viena e está enterrado na Catedral de São Vito, em Praga.

## Legado
O legado de Fernando acabou sendo duradouro. Embora carente de recursos, ele conseguiu defender sua terra contra os otomanos, com apoio limitado de seu irmão, e até conseguiu uma parte da Hungria que mais tarde forneceria a base para a conquista de todo o reino pelos Habsburgos. Em suas próprias posses, ele construiu um sistema tributário que, embora imperfeito, continuaria sendo usado por seus sucessores. A maneira como lidou com a Reforma Protestante se mostrou mais flexível e eficaz do que a de seu irmão, e ele desempenhou um papel fundamental no assentamento de 1555, que iniciou uma era de paz na Alemanha. Suas atitudes, em geral, eram cautelosas e eficazes, adequadas a uma coleção de territórios de tamanho médio que enfrentavam ameaças perigosas. Por outro lado, quando ele se envolvia em empreendimentos mais audaciosos, como suas ofensivas contra Buda e Pest, muitas vezes terminava em fracasso.
Ele também foi um patrono das artes. Tendo embelezado Viena e Praga, além de ter convidado arquitetos italianos para seu reino. Também se reuniu com alguns humanistas, muitos dos quais tiveram uma grande influência em seu filho Maximiliano. Ele gostava particularmente de música e caça. Embora não fosse um comandante extremamente talentoso, ele estava interessado em assuntos militares e participou de várias campanhas durante seu reinado.

## Casamento
Em 25 de maio de 1521, em Linz, Áustria, Fernando casou-se com Ana Jagelão, filha de Vladislau II da Hungria e da Boêmia e de Ana de Foix-Candale.

## Descendência
Filhos de Fernando e Ana:

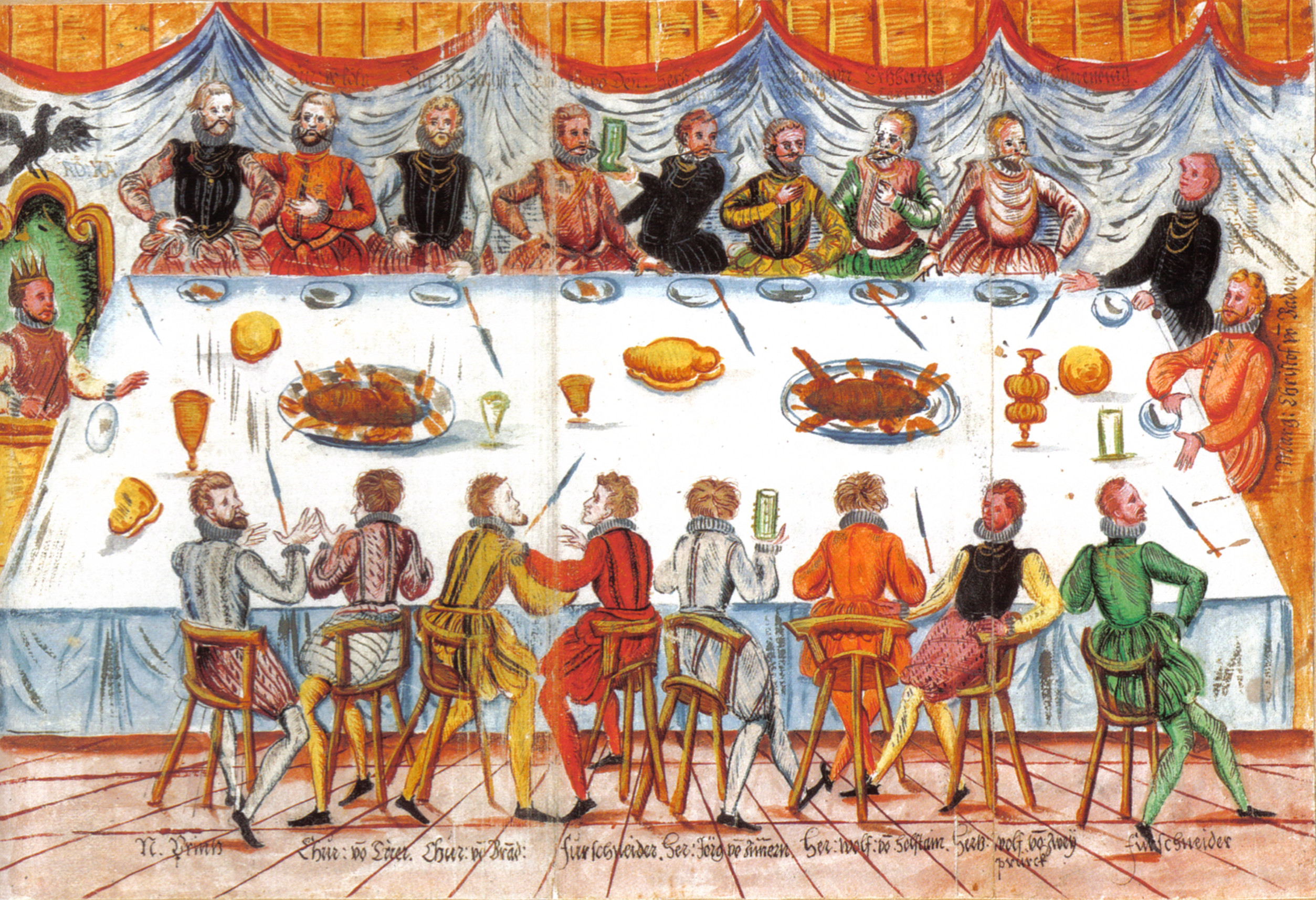
Mesa de Fernando I em 1558

- Isabel (9 de julho de 1526 – 15 de junho de 1545), casou-se em 1543 com o rei Sigismundo II Augusto da Polônia, primo de primeiro grau paterno de Ana. O casal não teve filhos;
- Maximiliano II (31 de julho de 1527 – 12 de outubro de 1576), o futuro Imperador Romano-Germânico. Casou-se com a Infanta Maria da Espanha e tiveram dezesseis filhos. Os filhos de Maximiliano morreram sem descendência, a não ser Ana, que recebeu o nome de sua avó, casada com Filipe II de Espanha e mãe de seu sucessor, Filipe III de Espanha;
- Ana (7 de julho de 1528 – 16 de outubro de 1590), casou-se com Alberto V da Baviera e tiveram sete filhos;
- Fernando II (14 de junho de 1529 – 24 de janeiro de 1595), futuro Arquiduque da Áustria. Casou-se pela primeira vez com Filipina Welser e tiveram quatro filhos. Casou-se pela segunda vez com sua sobrinha Ana Juliana Gonzaga e tiveram três filhas;
- Maria (15 de maio de 1531 – 11 de dezembro de 1581), casou-se com Guilherme, Duque de Jülich-Cleves-Berg e tiveram sete filhos;
- Madalena (14 de agosto de 1532 – 10 de setembro de 1590), freira;
- Catarina (15 de setembro de 1533 – 28 de fevereiro de 1572), casou-se em 1553 com o rei Sigismundo II Augusto da Polônia, viúvo de sua irmã mais velha. O casal também não teve filhos;
- Leonor (2 de novembro de 1534 – 5 de agosto de 1594), casou-se com Guilherme Gonzaga, Duque de Mântua e tiveram três filhos;
- Margarida (16 de fevereiro de 1536 – 12 de março de 1567), freira;
- João (10 de abril de 1538 – 20 de março de 1539), morreu na infância;
- Bárbara (30 de abril de 1539 – 19 de setembro de 1572), casou-se com Afonso II d'Este, Duque de Ferrara e de Módena. O casal não teve filhos;
- Carlos II (3 de junho de 1540 – 10 de julho de 1590), futuro Arquiduque da Áustria. Casou-se com Maria Ana da Baviera e tiveram quinze filhos, entre eles, Fernando II do Sacro Império Romano-Germânico;
- Úrsula (24 de julho de 1541 – 30 de abril de 1543), morreu na infância;
- Helena (7 de janeiro de 1543 – 5 de março de 1574), freira;
- Joana (24 de janeiro de 1547 – 11 de abril de 1578), casou-se com Francisco I de Médici, Grão-duque da Toscana e tiveram oito filhos.